# Anne B. Jørgensen
Anne B. Jørgensen (født 1970) er en tidligere dansk eliteløber og international elitetriatlet. Hun stillede op for Aarhus 1900 både som triathlet og langdistanceløber. 
- I 2004 vandt hun det danske 10 km landevejs mesterskab.